# كأس الإنتركونتيننتال 1979
كأس الإنتركونتيننتال 1979 (بالإسبانية: Copa Intercontinental 1979) هو الموسم 18 من  كأس الإنتركونتيننتال. الذي يشرف على تنظيمه الاتحاد الأوروبي لكرة القدم، وكان عدد الأندية المشاركة فيه  2، وفاز فيه أوليمبيا أسونسيون.